# Don Edward Machholz

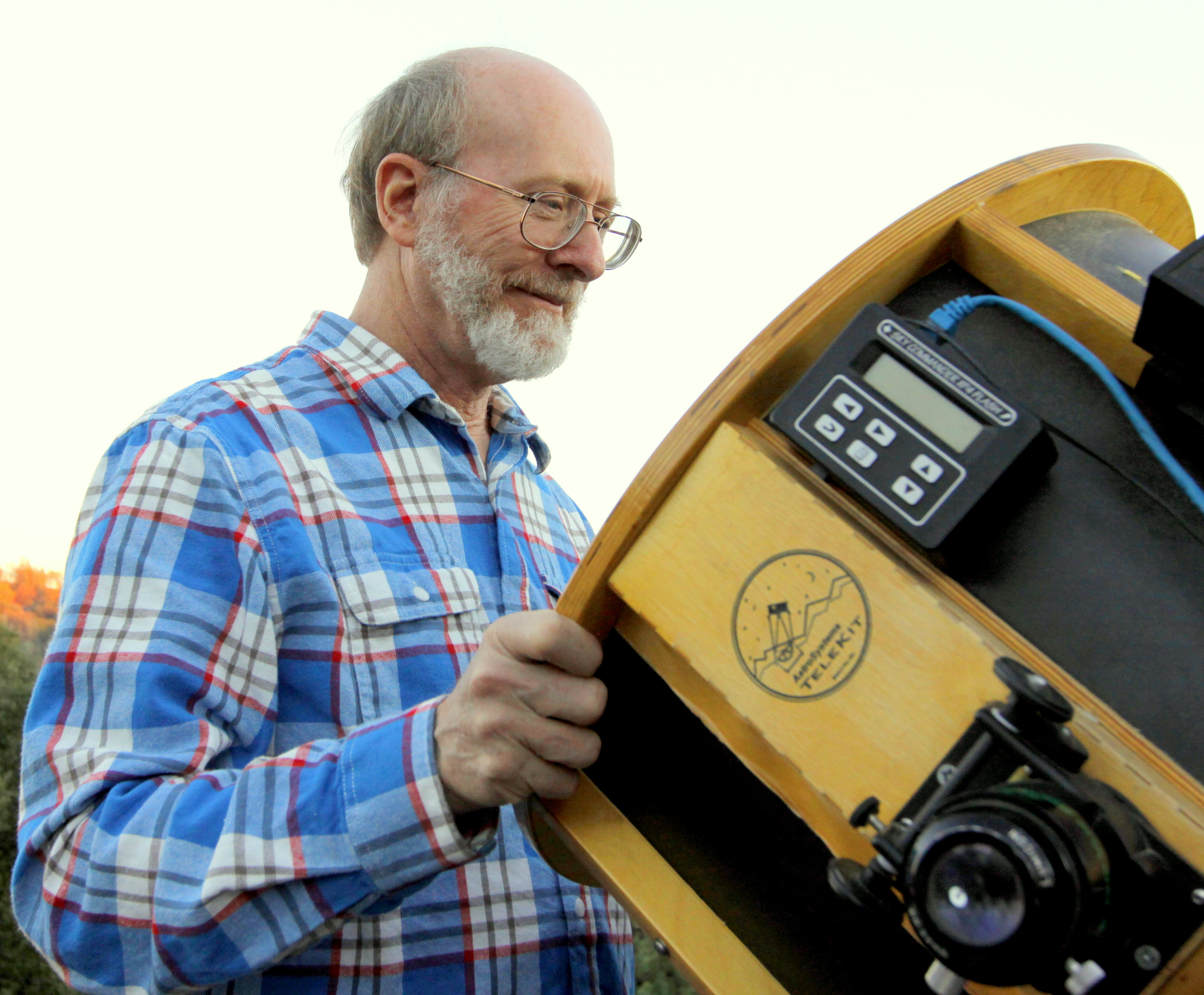
Don Edward Machholz (2014)

Donald Edward Machholz (* 7. Oktober 1952 in Portsmouth, Virginia; † 9. August 2022 in Arizona) war ein US-amerikanischer Amateurastronom.
Machholz (von Beruf Optiker) hatte bis Ende 2004 insgesamt zwölf Kometen entdeckt, darunter die periodischen Kometen 96P/Machholz und 141P/Machholz. 
Er gehörte damit zu den erfolgreichsten „Kometenjägern“.
Die meisten der Schweifsterne entdeckte bislang William Bradfield (18 Entdeckungen), gefolgt von Antonín Mrkos (13 Entdeckungen).
Im August 2004 entdeckte er den nicht-periodischen „Kometen Machholz“ mit der offiziellen Bezeichnung C/2004 Q2, der im Winter/Frühjahr 2004/2005 am nördlichen Sternhimmel mit dem Feldstecher – zeitweise sogar mit bloßem Auge – sichtbar war. Für diese Entdeckung erhielt er im Juni 2005 den Edgar Wilson Award zugesprochen.
Machholz wurde auch bekannt als Förderer der Idee, Messier-Marathons zu veranstalten. Dabei sucht man sämtliche 110 nebligen Objekte in einer Nacht auf, die der französische Astronom Charles Messier in seinem Katalog zusammenfasste. Machholz schrieb hierzu das Buch The Observing Guide to the Messier-Marathon; A Handbook and Atlas.